# Bătălia de la Mylae
Bătălia de la Mylae a fost o confruntare între forțele romane și cartagineze care a avut loc în anul 260 î.Hr., în timpul Primului Război Punic. Această bătălie a marcat primul triumf roman naval și prima folosire a corvus în bătălie.

## Cauze

Corvus

Inspirat de succesul în bătălia de la Agrigentum, romanii au căutat să câștige toată Sicilia, dar era necesară o putere navală să facă acest lucru. În scopul de a contesta forțele navale experimentate și importante ale cartaginezilor, Roma a construit o flotă de o sută de quinquereme și de douăzeci de trireme. Polibius a scris că Roma a folosit un quinquerem naufragiat cartaginez capturat la Messina ca model pentru întreaga flotă. Cu toate acestea, acest lucru ar putea fi o exagerare, că romanii au împrumutat, de asemenea, quinquereme elene anterior în 264 î.Hr.
Cei doi consuli romani din 260 au fost Gnaeus Cornelius Scipio Asina și Gaius Duilius. Acesta a fost decis ca Asina se va ocupa de flota și că Duilius ar comanda armata. Cu toate acestea, prima întâlnire a lui Scipio cu inamicul în Bătălia de la Insulele Lipari a dus la pierderea a 17 nave și o predare jenantă în fața comandanților cartaginezi Boodes și Hannibal Gisco. Acesta a fost același Hannibal care s-a retras, după cucerirea Agrigentum, dar nu faimosul Hannibal care va invada Italia mult mai târziu în timpul celui de-al doilea război punic. După predarea lui Scipio Asina, flota rămasă a fost plasată în mâinile lui Duilius, iar soldații au fost predați tribunilor militari.
Romanii au recunoscut slăbiciunea lor la putere navală și tactici, mai ales după incidentul din Insulele Lipari. Cu aceasta au construit corvusul, o scândură de a apropria navele pe mare și ca soldații lor să poată ajunge pe puntea inamică. Inventatorul corvusului este necunoscut, dar ar putea fi, eventual, un roman sau un siracuzan, cum ar fi Arhimede.

## Bătălia
Duilius îl întâlnește pe Hannibal lângă orașului Mylae, în nordul Siciliei, în 260 î.Hr. Polibius ne menționează că s-au confruntat 130 de nave cartagineze, dar nu ne-a oferit informații și despre forțele romane. Pierderea a 17 vase în bătălia de la insulele Lipari dintr-un total de 120, deci flota Romei era compusă din cele 103 ambarcațiuni rămase. Însă, este posibil ca numărul să fie mai mare datorită sprijinului sosit. Cartaginezii au anticipat victoria, datorită experienței superioare a Cartaginei.
Corvusurile au fost foarte utile, ajutându-i pe romani să debarce pe primele 30 de nave ale cartaginezilor ajuns destul de aproape (inclusiv nava amiral cartaginez). Pentru a evita corvusurile, cartaginezii au fost obligați să meargă în jurul lor și  romanii s-au apropriat din spate, sau din lateral. După ce 20 de nave ale cartaginezilor au fost capturate de romani, Hannibal s-a retras cu restul navelor sale, lăsându-l pe Duilius cu o victorie clară.
În loc de ai urma pe cartaginezii supraviețuitori în urma bătălia navală, Duilius a navigat spre Sicilia. A salvat orașul Segesta, care era asediată de comandantul cartaginez Hamilcar. Istoricii moderni s-au întrebat la decizia lui Duilius să nu urmeze imediat cu un alt atac naval, asupra restului de 80 de nave ale lui Hannibal care era încă, probabil, prea puternică pentru a cuceri Roma.

## Urmări
Succes de la Mylae a permis romanilor să-l urmărească pe Hannibal în Sardinia, unde romanii au distrus din nou, o mare parte a flotei cartagineze. Întors în Cartagina, Hannibal a fost arestat de cartaginezi și răstignit pentru incompetența lui. În ceea ce îl privește pe Duilius, o columna rostrata sau columna victoriei, a fost ridicată cu o inscripție în onoarea sa în forum. Resturile din această inscripție s-a găsit la Roma și sunt acum păstrate în Muzeul Capitoliului. Inscripția raportează că în timpul bătăliei de la Mylae Duilius a capturat 31 de nave și a capturat o pradă din aur și argint în valoare de cel puțin 2.100.000 de sesterți.